# Druhá balkánská válka
Druhá balkánská válka vypukla 29. června 1913. Ve válce bojovalo Bulharsko proti Osmanské říši a svým bývalým spojencům z Balkánského svazu: Srbsku, Řecku, Černé Hoře a Rumunsku. Cílem války bylo uspořádat územní požadavky zemí Balkánského poloostrova.

## Příčiny války
Dne 30. května 1913 (17. května 1913 podle starého juliánského kalendáře) po podpisu Londýnské mírové smlouvy, která byla konečným výsledkem první balkánské války, nebyla uzavřena otázka rozdělení území mezi spojenci. Dva dny po podpisu smlouvy Srbsko a Řecko (později se k nim přidala i Černá Hora) podepsaly tajnou smlouvu namířenou proti Bulharsku. Napětí mezi zeměmi balkánského svazu postupně vyprovokovalo novou válku. Kromě toho tzv. "Velké Síly" zastoupeny Rakousko-Uherskem a Německem Bulharsko povzbuzovaly, aby se stalo iniciátorem vzniku vojenského konfliktu, zničilo Balkánský svaz a oslabilo vliv Ruska na Balkáně. Rusko však upozorňovalo, že kdo první začne válku, ten bude nést i následky.
Jestliže Bulharsko první balkánskou válku vyhrálo, Srbsko se dožadovalo přehodnocení závěrů bulharsko-srbské smlouvy podepsané v roce 1912 a začalo okupovat sporné a nesporné území Makedonie, kde žila bulharská menšina. Jakékoliv požadavky bývalých spojenců Bulharska byly však nesplnitelné, protože právě Bulharsko se do velké míry zasloužilo o své vítězství ve válce. Ostatní balkánské země tedy neměly mít žádný nárok na zisk území.[zdroj?]

## Průběh války

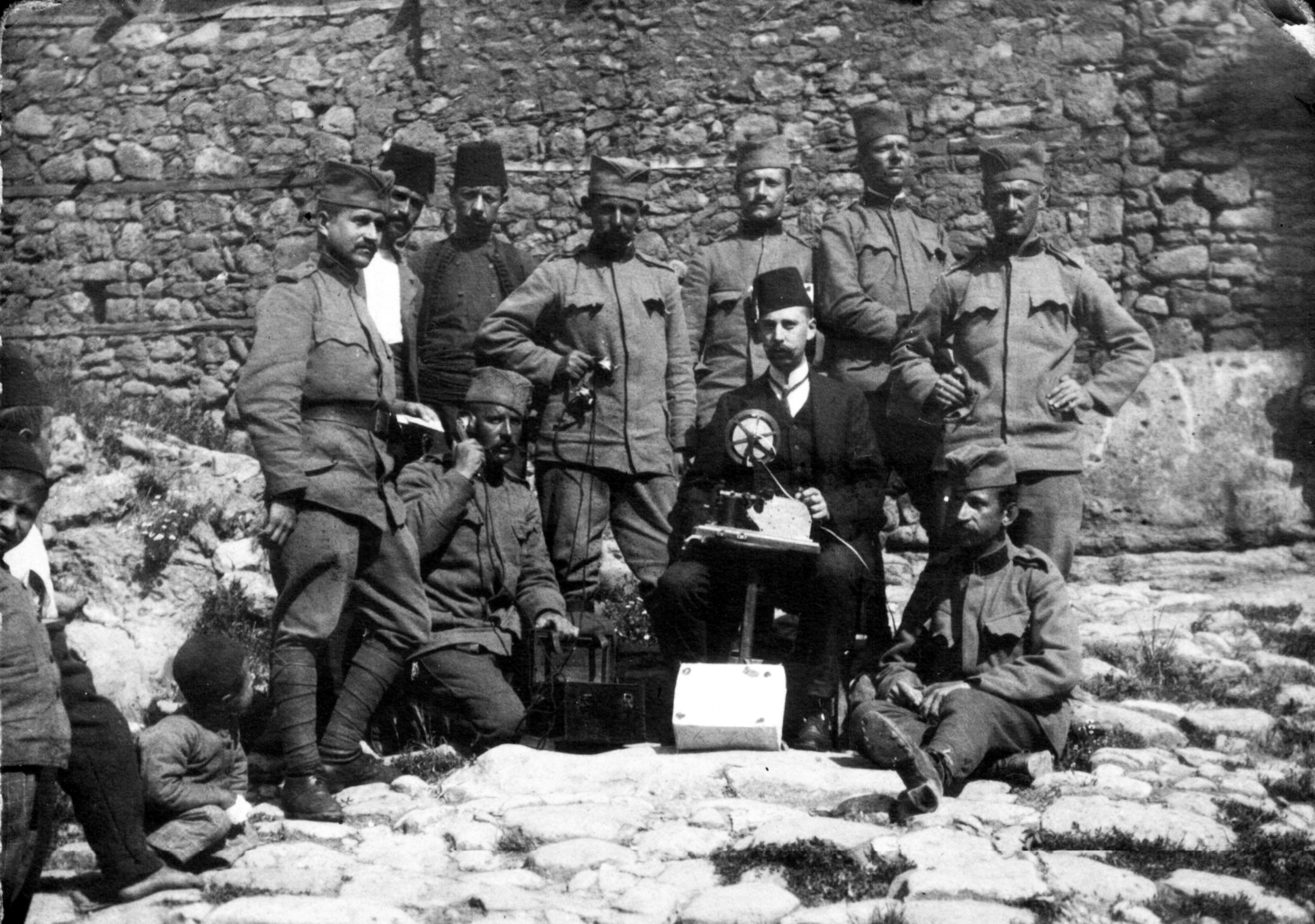
Srbští vojáci během války

Pozn. Tato část článku uvádí data v juliánském kalendáři (tedy o 13 dní nazpět)
Bulharský car Ferdinand I. 16. června 1913 napadl Srbsko a Řecko. Jeho cílem bylo přinutit bývalé spojence, aby mu vrátili území v Makedonii, aniž by vyhlásil válku. O tři dny později byl jeho rozkaz zrušen s odůvodněním, že se země může ocitnout v politické izolaci, ale Srbsko a Řecko začaly postupnou ofenzívu proti Bulharsku na celé frontě v Makedonii.
V období 17. června 1913 – 8. července 1913 čtvrtá a pátá bulharská armáda pod velením generála Michaila Savova zatlačila srbská vojska v Makedonii. Druhá bulharská armáda současně zaútočila proti Řecku. Postupně se do války zapojila i první a třetí bulharská armáda, která začala operovat v severní Makedonii. Po všeobecném útoku bulharských armád se řecká vojska se ocitla na pokraji porážky. 
Rumunsko vstoupilo do války 28. června 1913 okupací bulharských území i měst Balčik a Tutrakan. Dvě jezdecké divize přešly Dunaj, kde se spojily se srbskou armádou, která přešla do protiútoku ve směru na Sofii. Také Osmanská říše zahájila 10. července 1913 útok přes nové hranice a osvobodila pevnost Odrin, ztracenou v první balkánské válce. Situace Bulharska byla vážná.
Dne 4. července 1913 vláda Stojana Daneva podala demisi a nový premiér Vasil Radoslavov  byl donucen 18. července 1913 požádat o příměří.

## Výsledek války
Výsledkem Druhé balkánské války byla bukurešťská mírová smlouva podepsaná 10. srpna 1913 (Bulharsko ji podepsalo již 23. července 1913). Bulharsko přišlo o některé územní zisky z první balkánské války. Srbsko a Řecko si mezi sebou rozdělili většinu území Makedonie. Bulharsku zůstala pouze Pirinská Makedonie a část Thrákie s přístupem k Egejskému moři. Rumunsko získalo od Bulharska oblast jižní Dobrudže a Osmanská říše zpět část západní Thrákie, kterou Bulharsko anektovalo po první balkánské válce. 

### Cařihradská smlouva
Dne 29. září 1913 muselo Bulharsko podepsat i cařihradskou smlouvu, kterou se urovnaly vztahy mezi Bulharskem a Osmanskou říší po její okupaci Východní Thrákie.

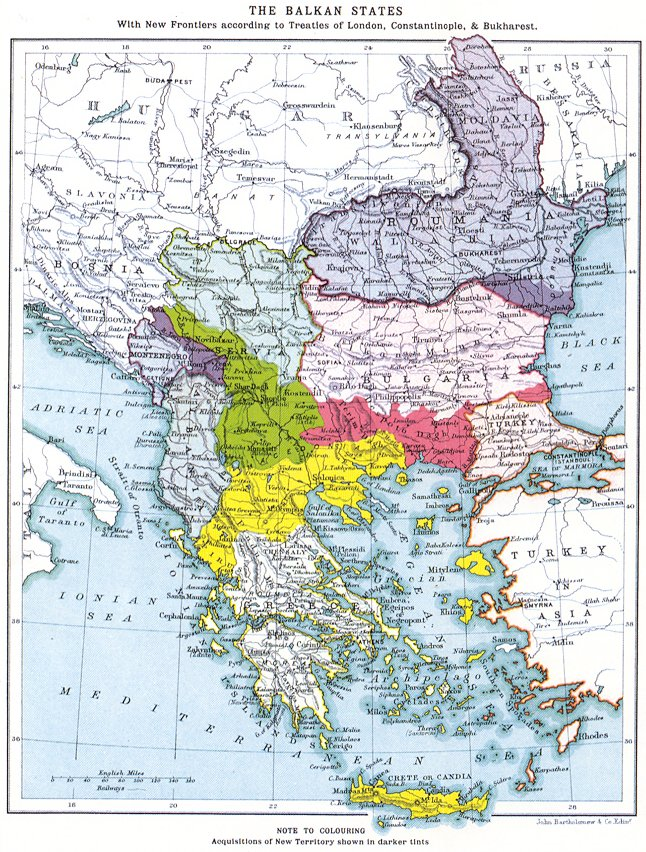
Hranice na Balkánském poloostrově po druhé balkánské válce
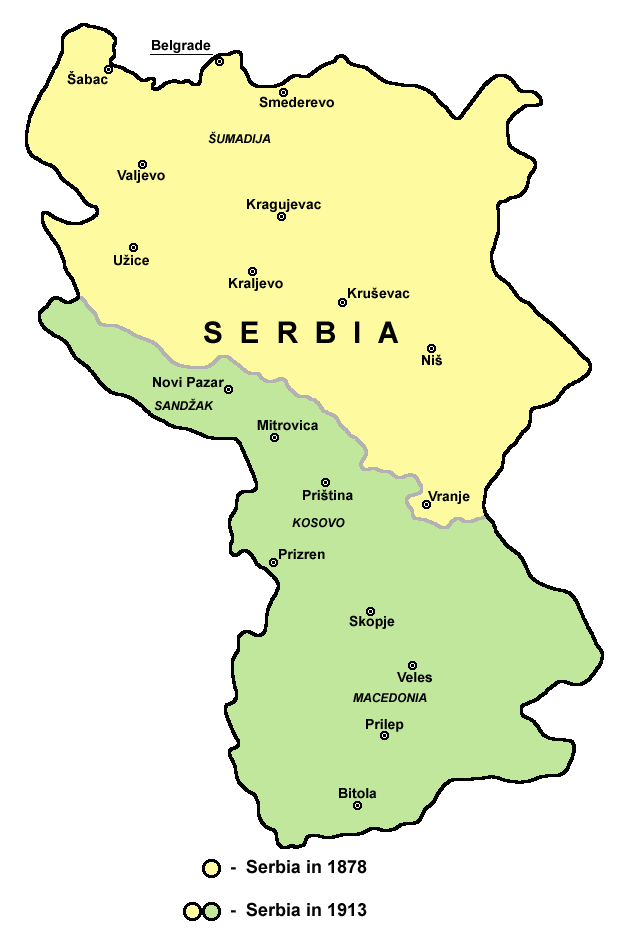
Mapa Srbska
Mapa Bulharska
Mapa Řecka